# Kasbah
Pour les articles homonymes, voir Casbah (homonymie).
 (décembre 2014).
Si vous disposez d'ouvrages ou d'articles de référence ou si vous connaissez des sites web de qualité traitant du thème abordé ici, merci de compléter l'article en donnant les références utiles à sa vérifiabilité et en les liant à la section « Notes et références ».

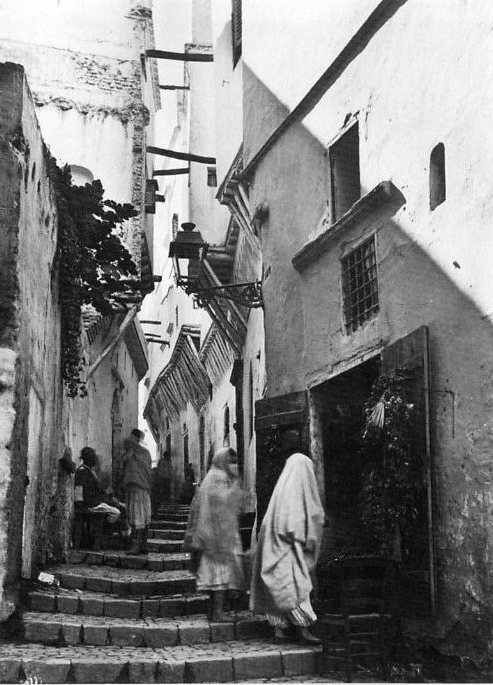
La casbah d'Alger vers 1900.

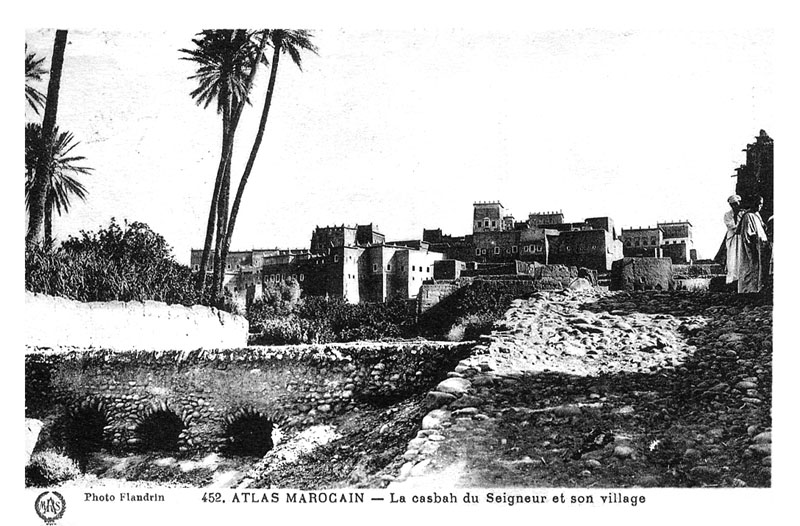
Ancienne photo d'une casbah de l'Atlas (Maroc).

Une kasbah (en arabe : قصبة qasaba, en, variantes : qasbah, casbah, qasaba) est une citadelle, commune en Afrique du Nord-Ouest, telles la casbah d'Alger,  à Rabat, ou la kasbah de Tunis, qui étaient à l'origine des fortifications militaires.
Par extension, le mot désigne également le cœur historique – fortifié ou non – d'une ville d'Afrique du Nord. Dans cette seconde acception, le mot est plus ou moins synonyme de « médina ».

## Étymologie
En berbère, une kasbah est appelée tighremt ou encore agadir, mot qui désigne à l'origine une citadelle.
Le terme kasbah quant à lui provient du mot arabe qasabah (قَصَبَة), qui signifie « forteresse »  ou « roseau ». Ce matériau était utilisé jadis, pour ses propriétés ergonomiques et économiques, dans la construction des toitures en tant qu'isolant thermique (contre la chaleur, le froid et l'humidité). Se substituant au bois, ce matériau avait connu un usage très large notamment dans les anciennes médinas édifiées généralement en bordure des fleuves ou des cours d'eau où cette plante abondait, à tel point que les ruelles des anciennes médinas étaient couvertes par des toitures en roseau. Actuellement[Quand ?], ce matériau, devenu rare, est remplacé de plus en plus par des plaques de plastique ondulé qui changent l'esthétique des « souikas » (ruelles commerciales traditionnelles) des médinas historiques de Marrakech, Fès, Taroudant, etc. 

## Galerie

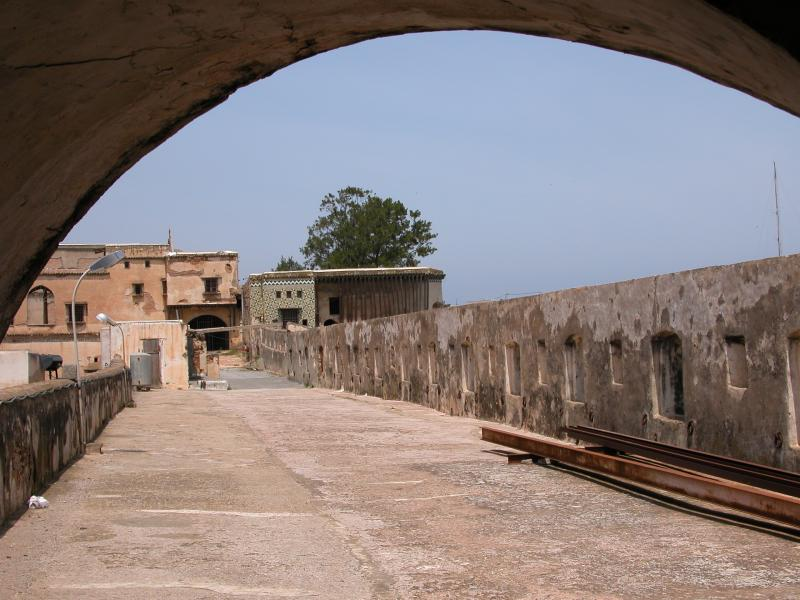
Vue des fortifications de la citadelle qui donna le nom de Casbah à la vieille ville d'Alger (Algérie).
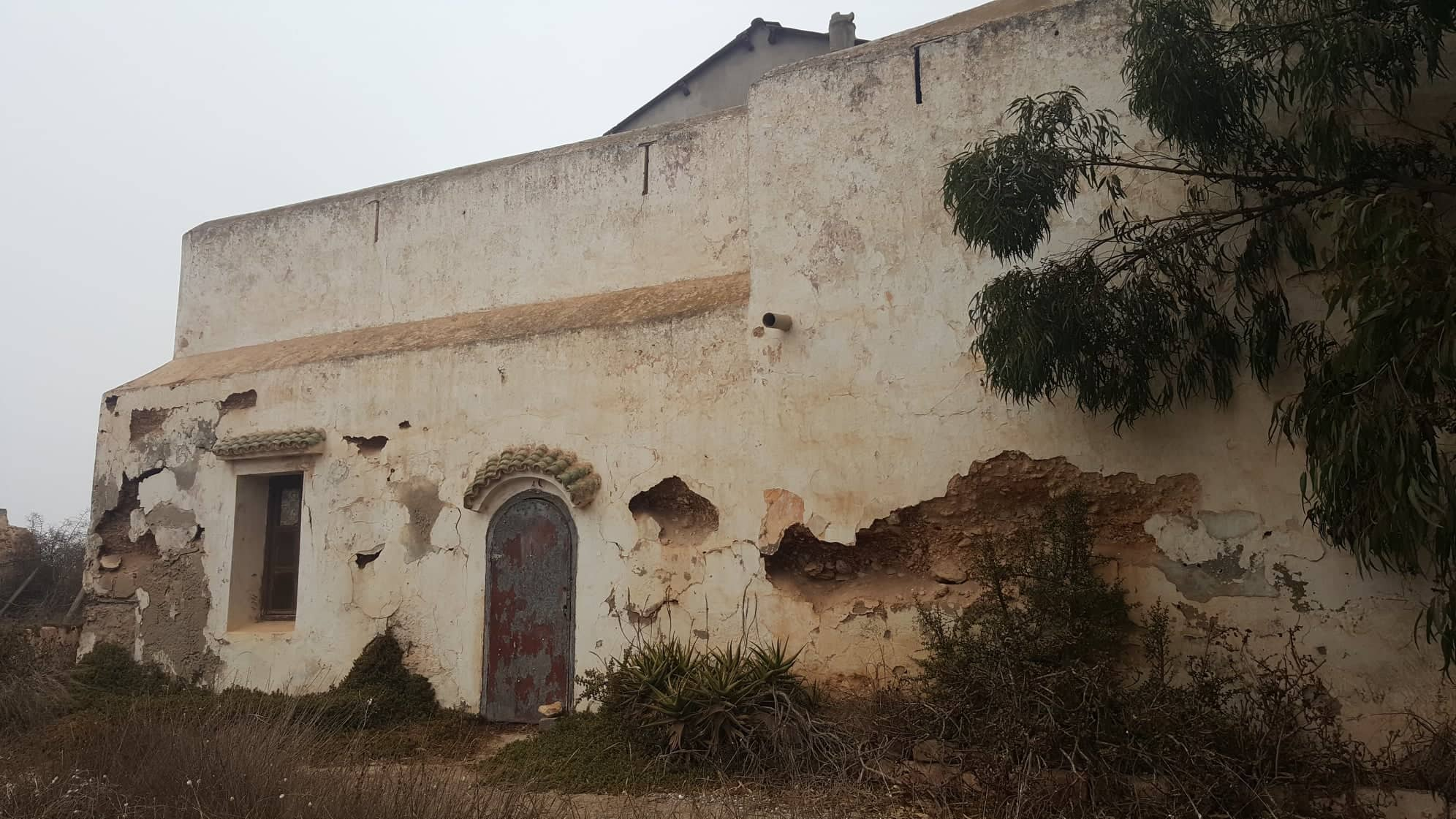
Kasbah de Dar-Bouazza à Casablanca (Maroc).
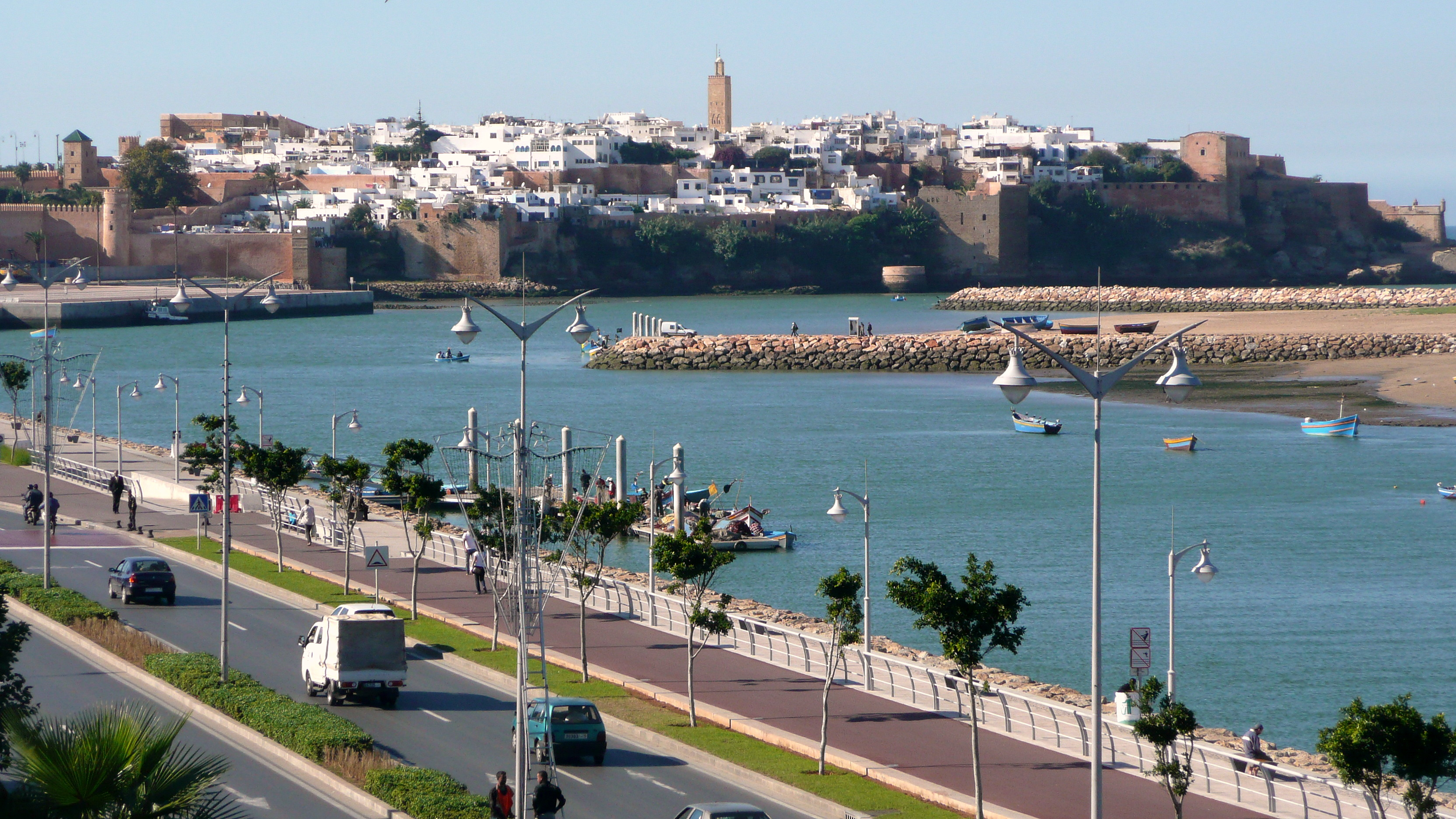
Kasbah des Oudaïa, à Rabat (Maroc).
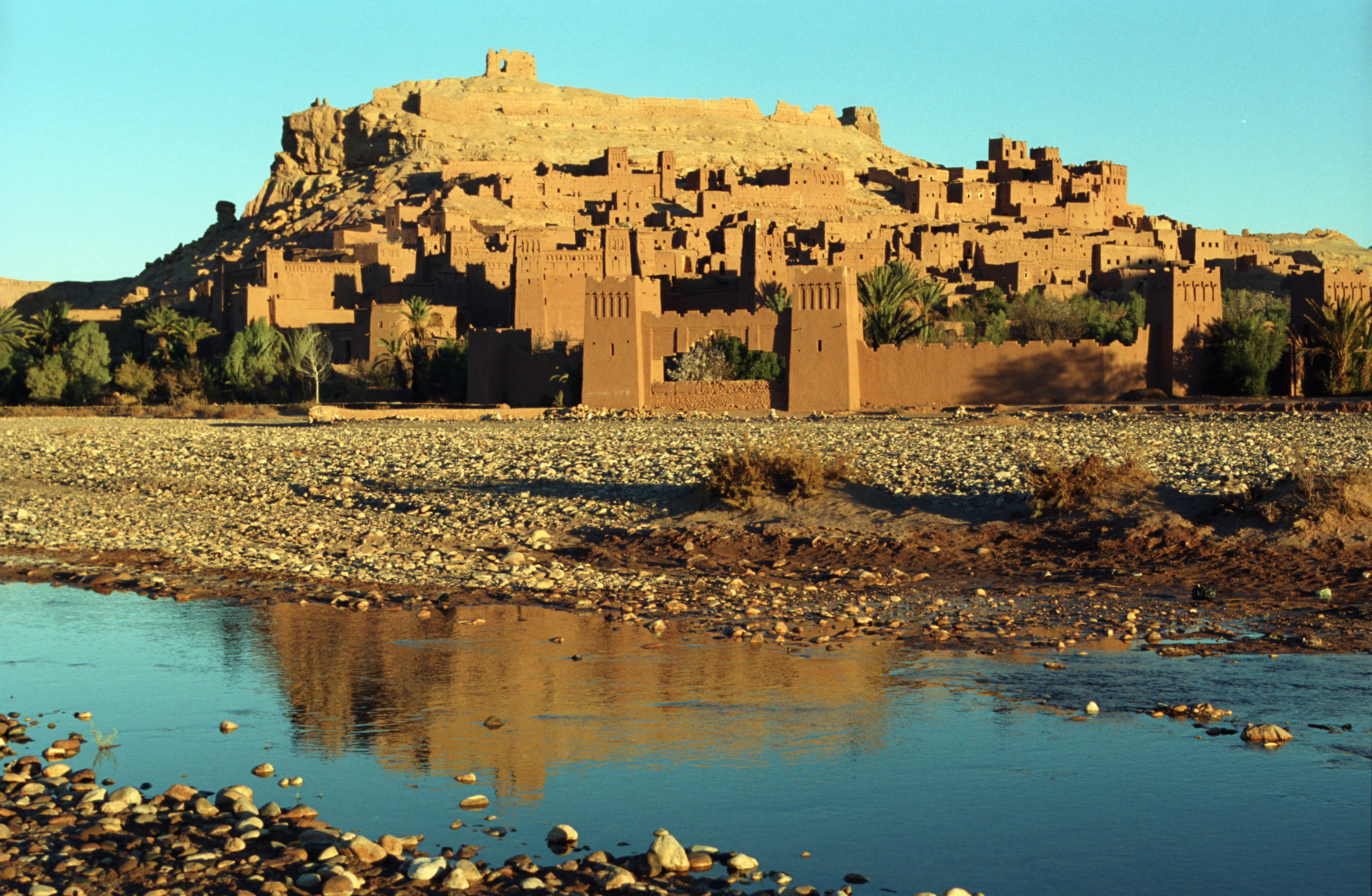
Kasbah d'Aït Benhaddou (Maroc).
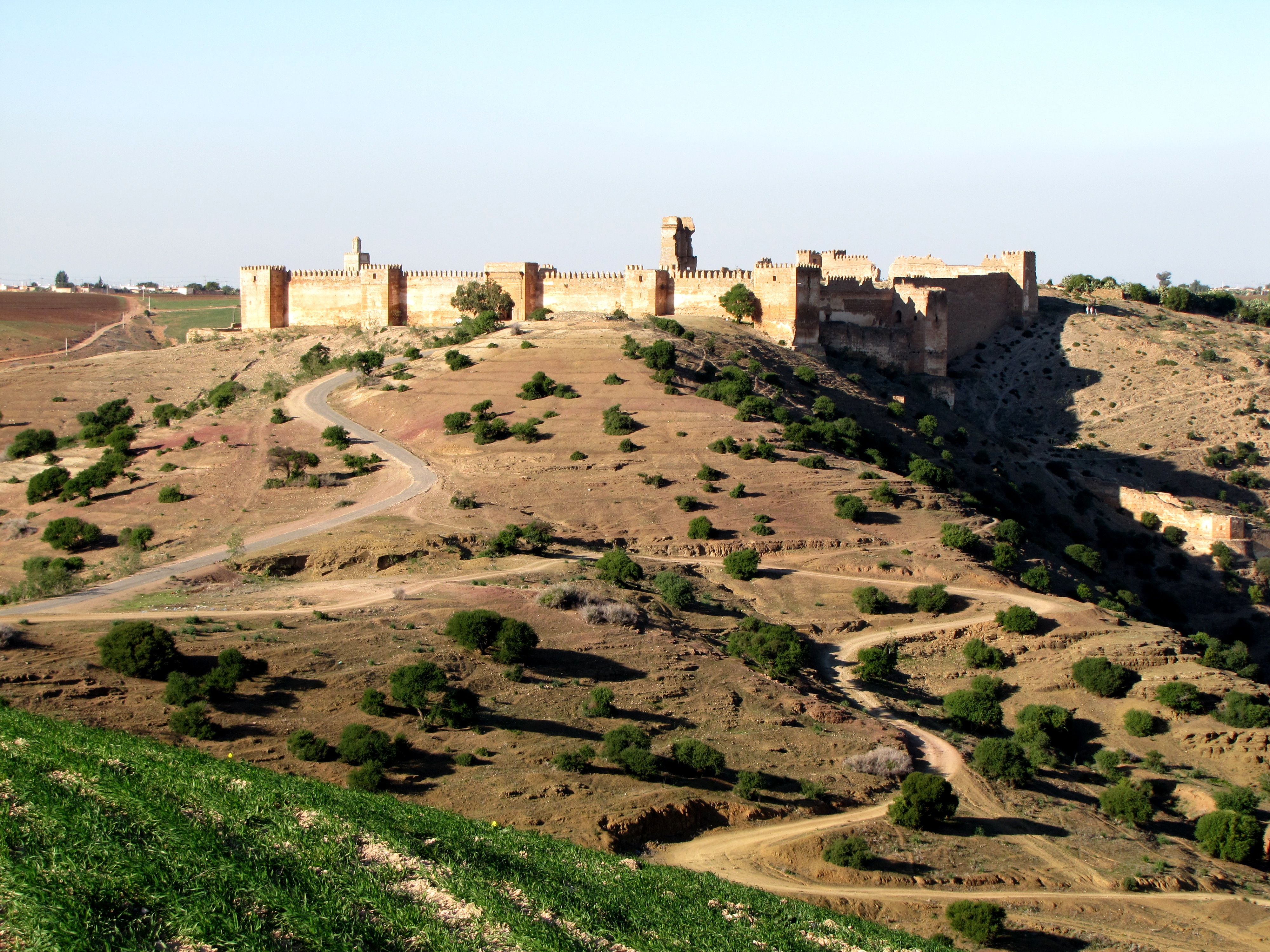
Ruines de la Kasbah de Boulaouane (Maroc).
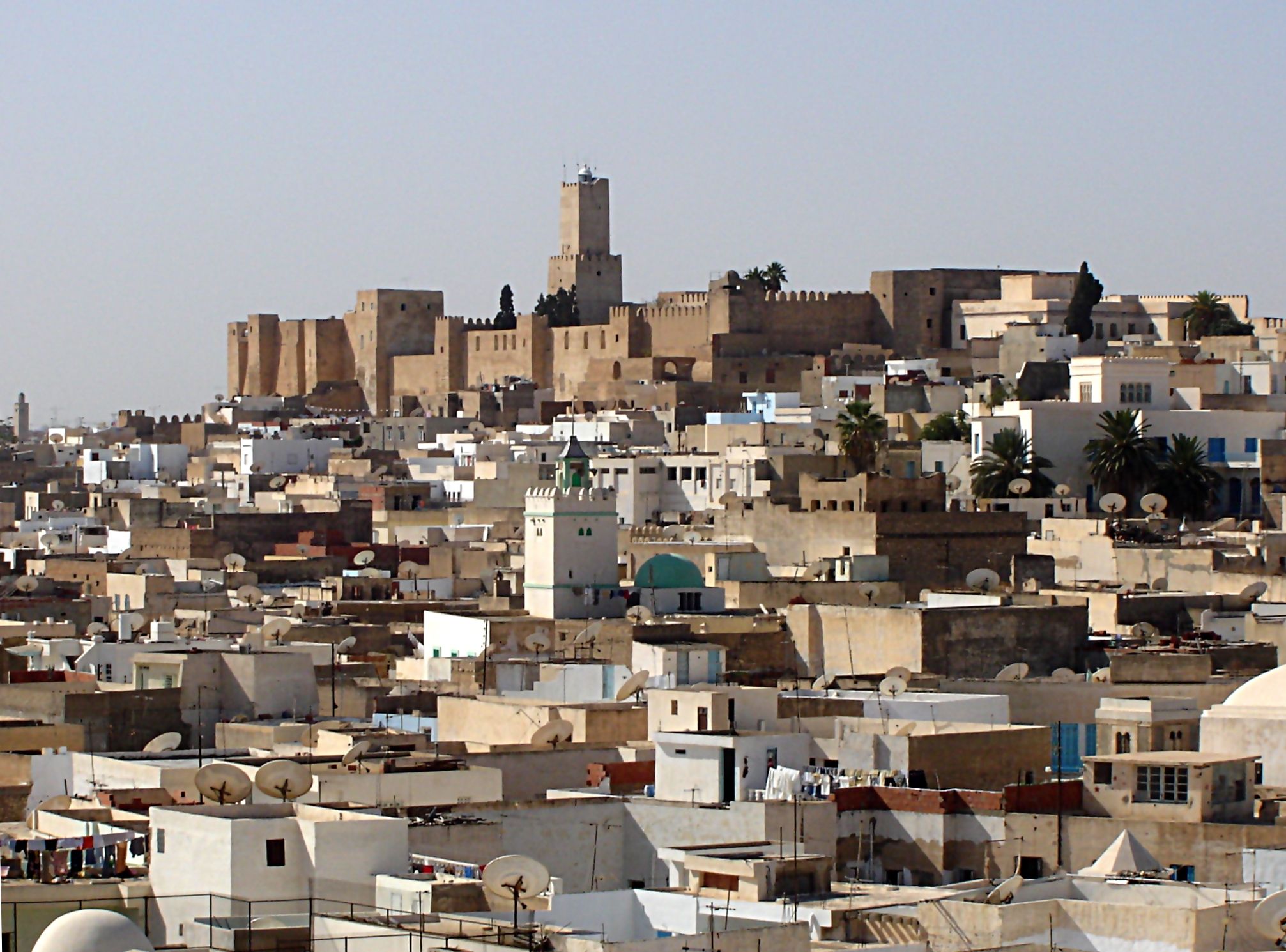
Kasbah de Sousse (Tunisie).
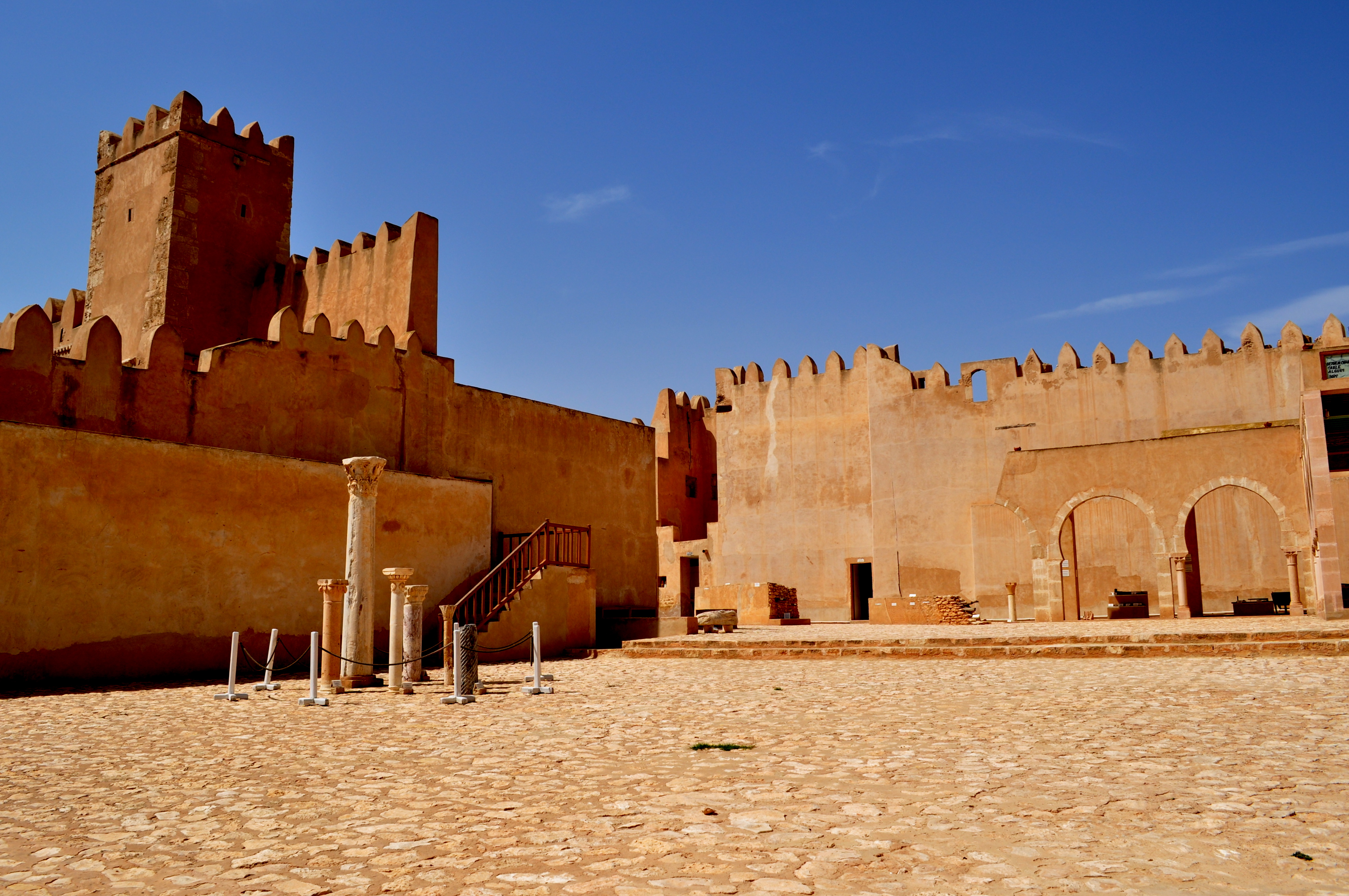
Cour de la Kasbah de Sfax (Tunisie).
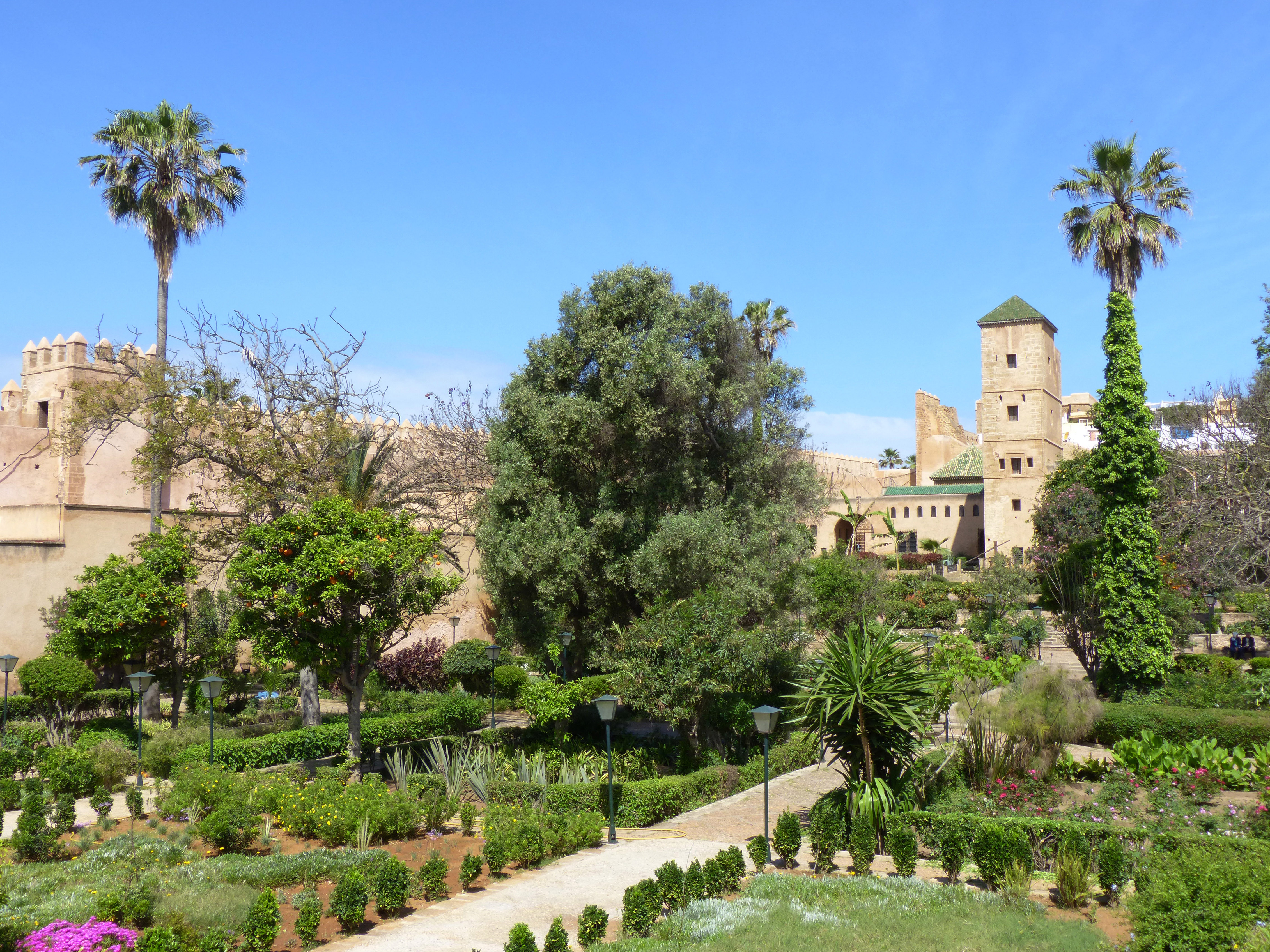
Jardin de la Kasbah des Oudayas.